# João (conde das sagradas liberalidades no século V)

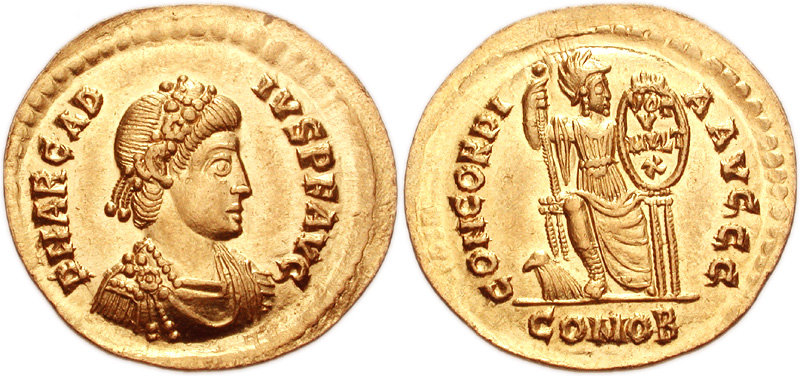
Soldo de Arcádio r.

João (em latim: Ioannes) foi um oficial bizantino dos séculos IV e V, ativo durante o reinado do imperador Arcádio (r. 395–408). Em 399/400, foi uma das figuras mais importantes do governo de Constantinopla. Um confiável conselheiro de Arcádio, popularmente acreditou-se que era o amante da imperatriz Élia Eudóxia (r. 395–404), havendo inclusive rumores de que fosse o verdadeiro pai de Teodósio II (r. 408–450).
No início de 400, João, Aureliano e Saturnino foram rendidos pelo inimigo deles, Gainas, que os sentenciou a morte, mas depois os enviou em exílio. Com a queda de Gainas no mesmo ano, os oficiais puderam retornar. Em seu retorno, João foi acusado, talvez por Fravita, de promover a cisão entre os imperadores oriental e ocidental, porém conseguiu obter o apoio da corte e acabou inocentado. Pela mesma época, também foi acusado por João Crisóstomo de incitar motim no exército.
Quando foi acusado por João Crisóstomo, em 401/3, as fontes relatam que João era um conde, talvez consistoriano. Em 404, foi nomeado conde das sagradas liberalidades e testemunhou, junto de outros notáveis de Constantinopla, um inventário da propriedade da Igreja no momento que os apoiantes de João Crisóstomo foram perseguidos. João talvez possa ser identificado com aquele citado como amigo de Antíoco numa carta de Sinésio.